# Chemnitz-Wittgensdorf
Wittgensdorf [ˈvɪtʃɛnsˌ-] ist ein Ortsteil der sächsischen Stadt Chemnitz. Er wurde zusammen mit seinem Ortsteil Murschnitz am 1. Januar 1999 eingemeindet und bildet seitdem eine Ortschaft der Stadt Chemnitz.

## Geographie

### Geographische Lage
Wittgensdorf befindet sich im Norden von Chemnitz. Der Fluss Chemnitz bildet die Ostgrenze Wittgensdorfs. Höchste Erhebung ist der 346 m hohe Steinberg. Das Sommerbad an der Bahrstraße ist besonders bei den Chemnitzer Jugendlichen beliebt.

### Nachbarorte
An Wittgensdorf grenzen die Stadtteile Glösa-Draisdorf, Borna-Heinersdorf und Röhrsdorf sowie die Stadt Burgstädt mit dem Stadtteil Herrenhaide, die Gemeinden Lichtenau mit dem Ortsteil Auerswalde, Taura-Köthensdorf sowie Hartmannsdorf mit dem Ortsteil Kühnhaide.

## Geschichte

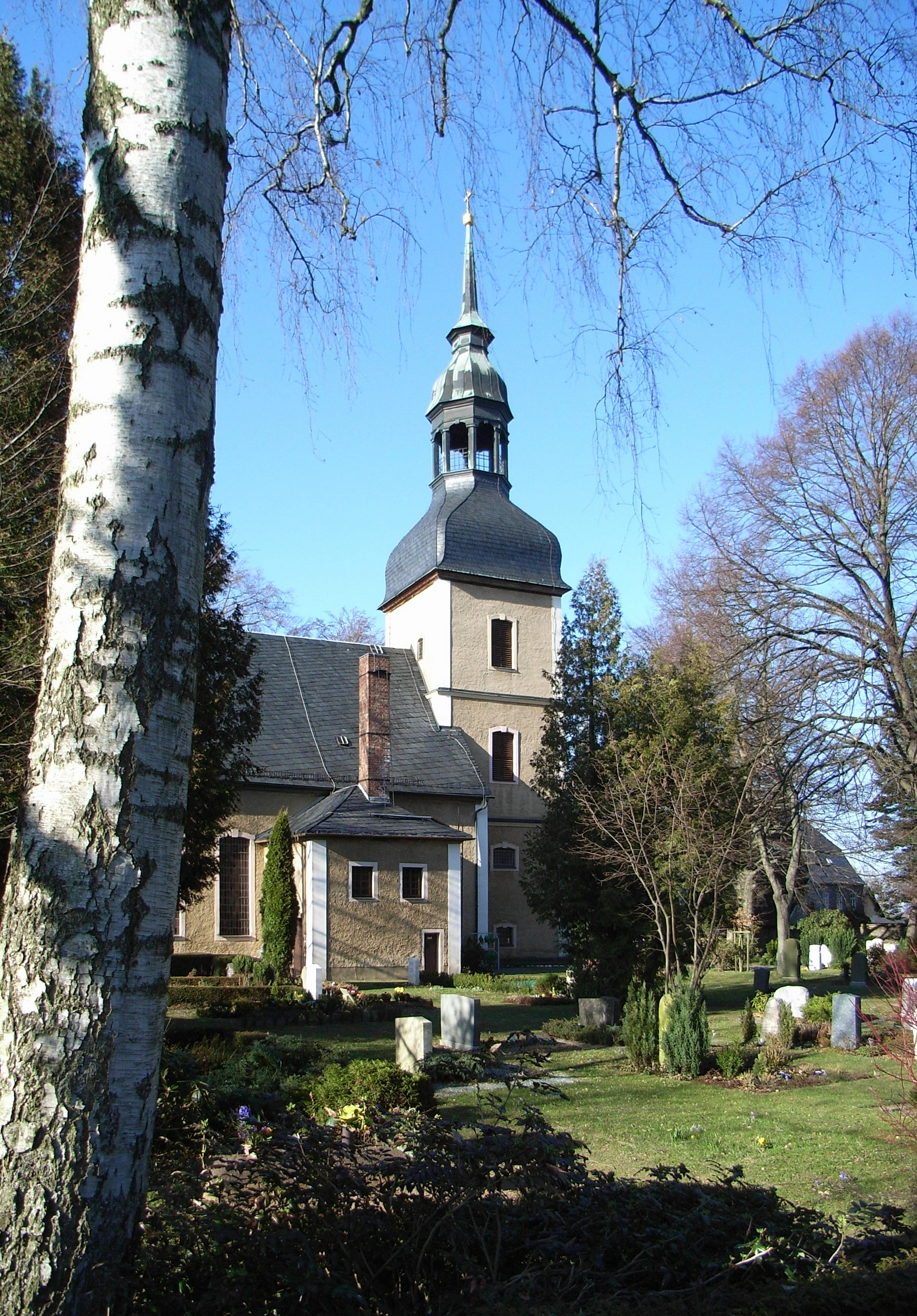
Evangelische Kirche Chemnitz-Wittgensdorf

Das Dorf, um 1150 von fränkischen Siedlern gegründet, wurde erstmals im Jahr 1404 in einer Urkunde erwähnt. Diese betraf die Verleihung der Kapelle „Unserer lieben Frauen“ zu Markersdorf bei Penig mit allen Rechten an Thilo Haßen durch Albrecht, Burggraf von Leisnig und Graf Wirth, seinen Sohn. Hier ist zu lesen:

„[…] Er Johannes, Pharrer zu Wittichendorf, … als ein Zeuge der Verleihung der Kapelle „Unserer lieben Frauen“ zu Markersdorf an Thilo Haßen.“

Landwirtschaft und Handwerk waren Haupterwerbszweige. Mit Beginn der Industrialisierung im 19. Jahrhundert verlor das ansässige Rittergut 1859 der Chemnitzer Unternehmerfamilie Schütz seinen Einfluss auf das Dorf. Die Eisenbahnstrecke Leipzig–Chemnitz (mit zwei Stationen) und die Chemnitztalbahn begünstigten eine gute industrielle Entwicklung. Der sprunghafte Einwohneranstieg und die daraus resultierende hohe Kinderzahl veranlasste die Gemeinde 1866 eine neue und 1888/89 eine weitere, noch größere, Schule zu errichten. Das kirchliche Leben im Ort und in seiner Umgebung wurde im 20. Jahrhundert drei Jahrzehnte lang Jahre deutlich mitgeprägt durch den 1956–1986 in Wittgensdorf ansässigen charismatischen evangelischen Jugendwart Kurt Ströer.
Mit der Eingemeindung 1999 nach Chemnitz verließ Wittgensdorf den Landkreis Mittweida.

### Murschnitz
Vermutlich ist der nördlich gelegene Wittgensdorfer Ortsteil Murschnitz nur ein Rest einer größeren Siedlung aus dem 13. Jahrhundert. An den alten Ortskern schloss sich demnach eine Reihe von Gehöften an. Der Ort reichte vom unteren Holzbach bis zum Waldgebiet Herrenhaide.

## Politik

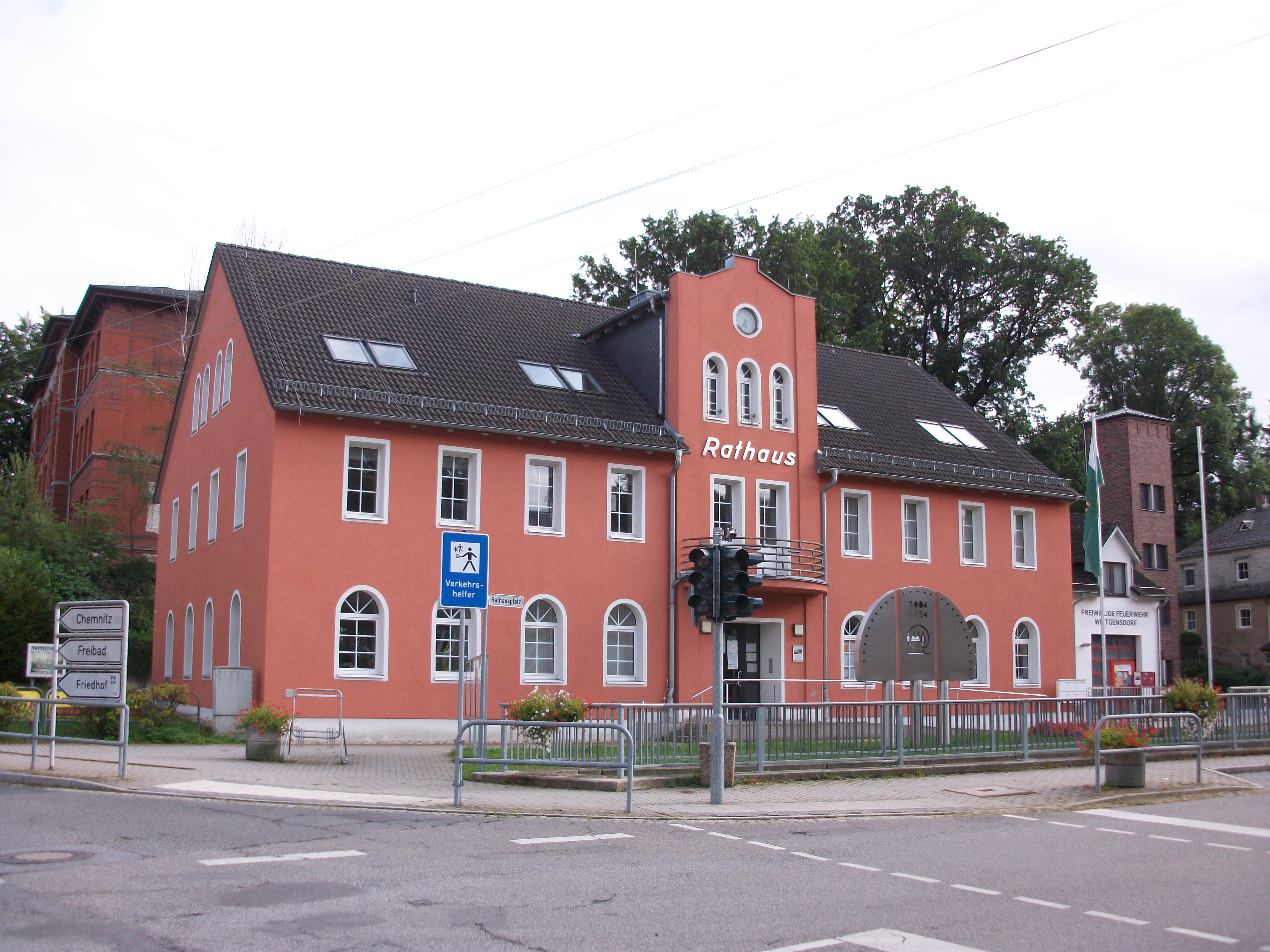
Rathaus Wittgensdorf

| Ortschaftsratswahl Wittgensdorf 2019Wahlbeteiligung: 62,0 % 6050403020100 50,3 %23,8 %20,5 %5,4 %n. k. % CDULinkePro C.DSUcSPDGrüneGewinne und Verlusteim Vergleich zu 2014 %p 25 20 15 10 5 0 −5−10−6,5 %p−2,7 %p+20,5 %p−4,8 %p−6,5 %pCDULinkePro C.DSUSPDGrüneAnmerkungen:c Bürgerbewegung Pro Chemnitz.DSU | Sitzverteilung im Ortschaftsrat Wittgensdorf seit 2019Insgesamt 10 Sitze - Linke: 2 - CDU: 6 - Pro C.DSU: 2 |

## Söhne und Töchter von Wittgensdorf
- Benjamin Geithner (1749–1829), evangelischer Geistlicher
- Friedrich Germann (1820–1878), Mediziner
- Franz Wiedemann (1821–1882), Pädagoge und Schriftsteller
- Arthur Hauffe (1892–1944), General der Infanterie im Zweiten Weltkrieg
- Henry Büttner (* 1928), Karikaturist
- Tom Wittgen (* 1932), Kriminalautorin
- Eberhard Rohrscheidt (* 1939), Fernsehmoderator

## Verkehr / Wirtschaft

### Verkehr
Wittgensdorf ist durch die Bundesstraßen 95 und 107, die den Ort jeweils im Osten und Westen anschneiden, zu erreichen. Diese beiden Straßen sind mit der Oberen und Unteren Hauptstraße verbunden. Über die B 107 erreicht man nach etwa 2 km die A 4, andererseits ist die Abfahrt Röhrsdorf der A 72 vom westlichen Ende des Ortsteils rund 2 km entfernt. Wittgensdorf ist an das Busliniennetz der CVAG mit den Linien 21, 46, 96 und der Linie C13 der Chemnitz-Bahn angeschlossen. Zudem tangiert die Regionalbuslinie 637 das Unterdorf, die Linie 658 befährt sowohl Ober- als auch Unterdorf.
Die Bahnstrecke Neukieritzsch–Chemnitz kreuzt die Obere Hauptstraße niveaufrei und passiert zunächst die westlichen Ausläufer des Ortes, wendet sich dann Richtung Osten und quert südlich der Ortsmitte die Chemnitzer Straße niveaugleich. Am Bahnhof Wittgensdorf ob Bf und am Haltepunkt Wittgensdorf Mitte halten die Zweisystembahnen der City-Bahn Chemnitz. Die Linie C13 des Chemnitzer Modells ermöglicht umsteigefreie Verbindungen von beiden Wittgensdorfer Stationen nach Burgstädt, zum Hauptbahnhof Chemnitz und in die Chemnitzer Innenstadt. 2017 begannen die Arbeiten zur Verlegung der Bahnsteige am Oberen Bahnhof. Der nächstgelegene Fernbahnhof ist Leipzig Hauptbahnhof.
Der Personenverkehr auf der im Osten des Ortes durch den früheren Bahnhof Wittgensdorf unt Bf führenden Bahnstrecke nach Wechselburg (und weiter nach Rochlitz) (Chemnitztalbahn) ist seit 1998 eingestellt, seit Ende 1999 auch der Güterverkehr. Auf der Bahnstrecke nach Limbach-Oberfrohna findet seit 2000 ebenfalls kein Reiseverkehr mehr statt, nur noch Güterverkehr zu einem Tanklager in Hartmannsdorf.

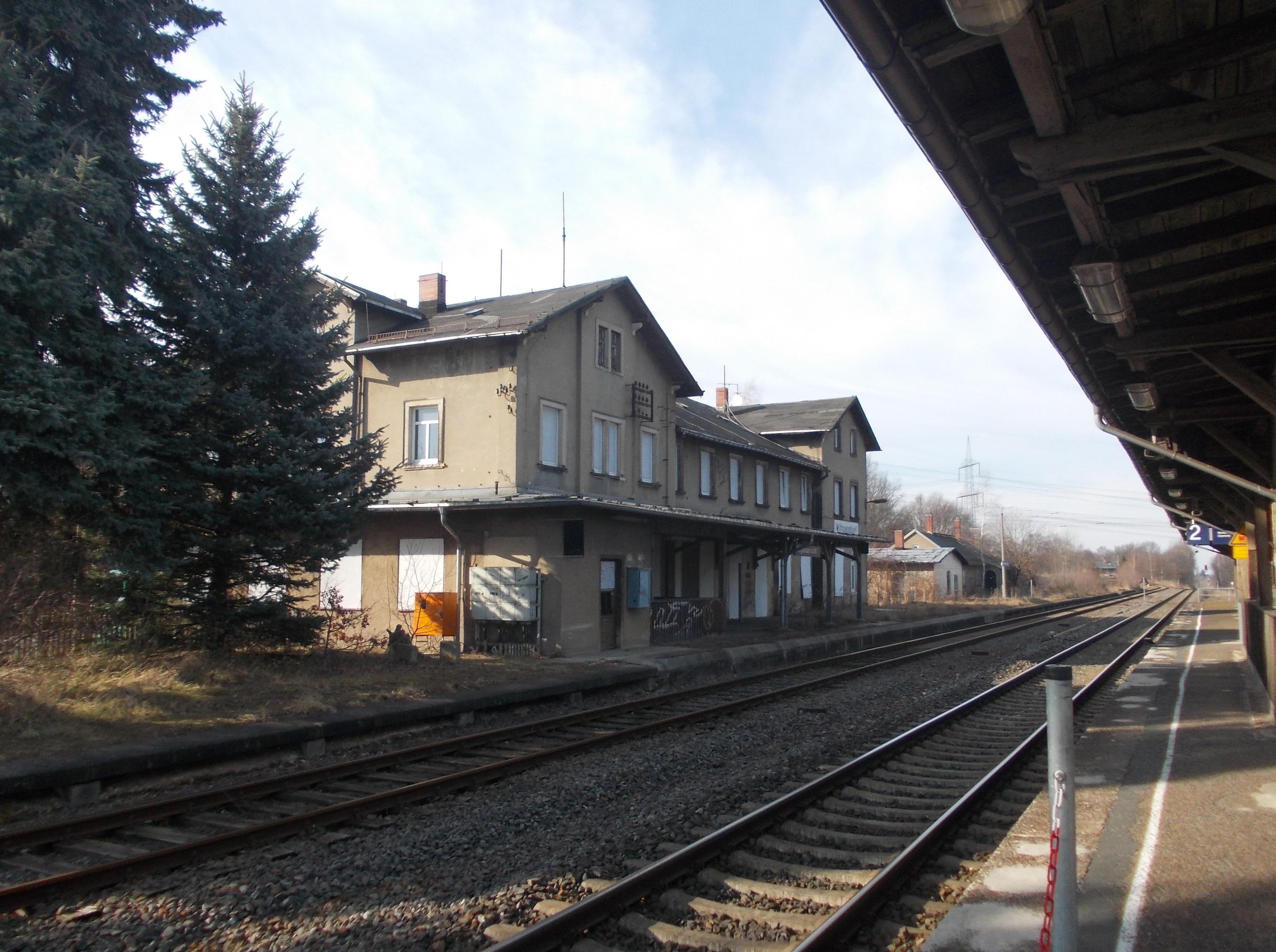
Wittgensdorf ob Bf (bis 2017)
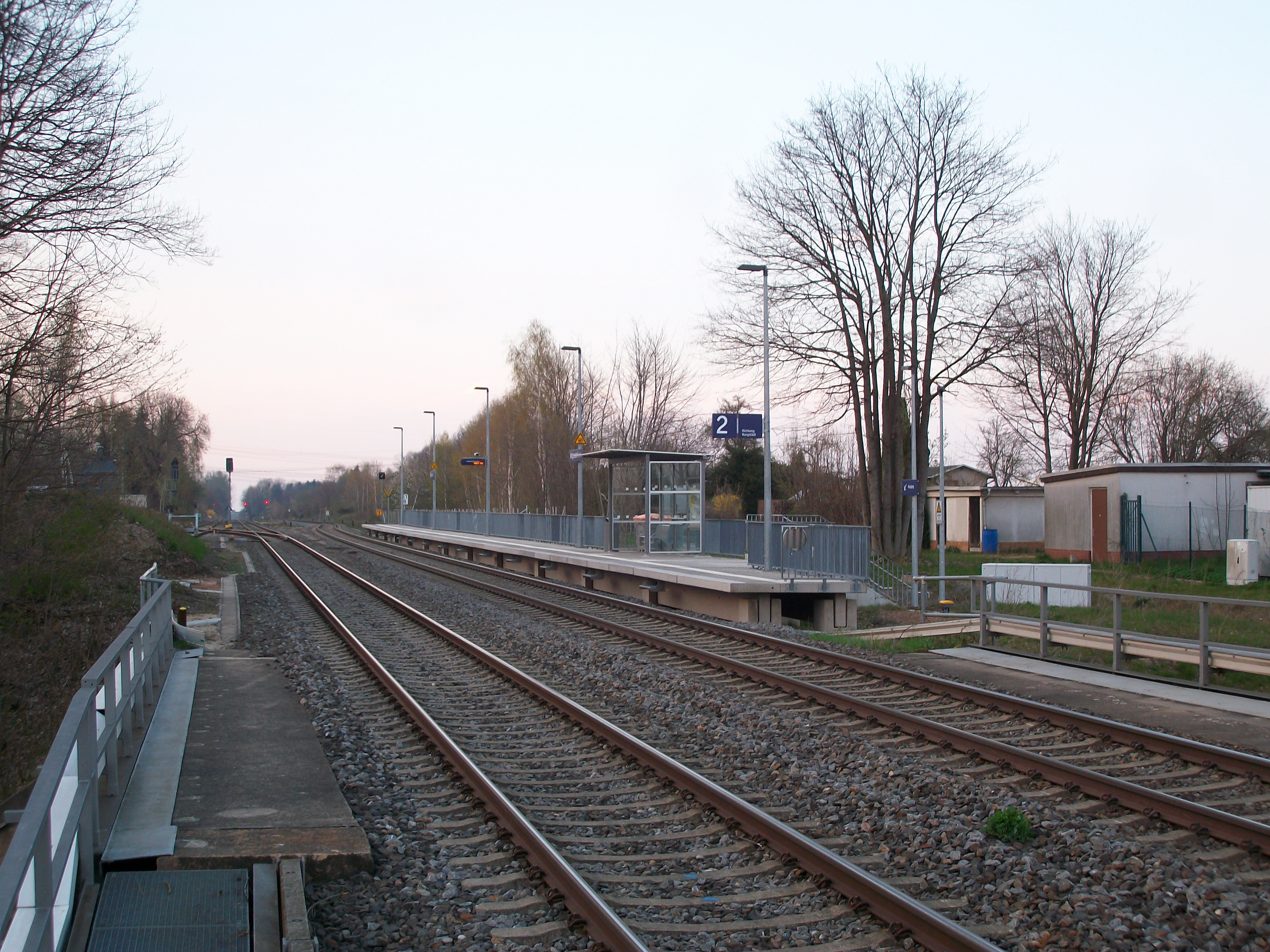
Wittgensdorf ob Bf, neuer Haltepunkt (2019)
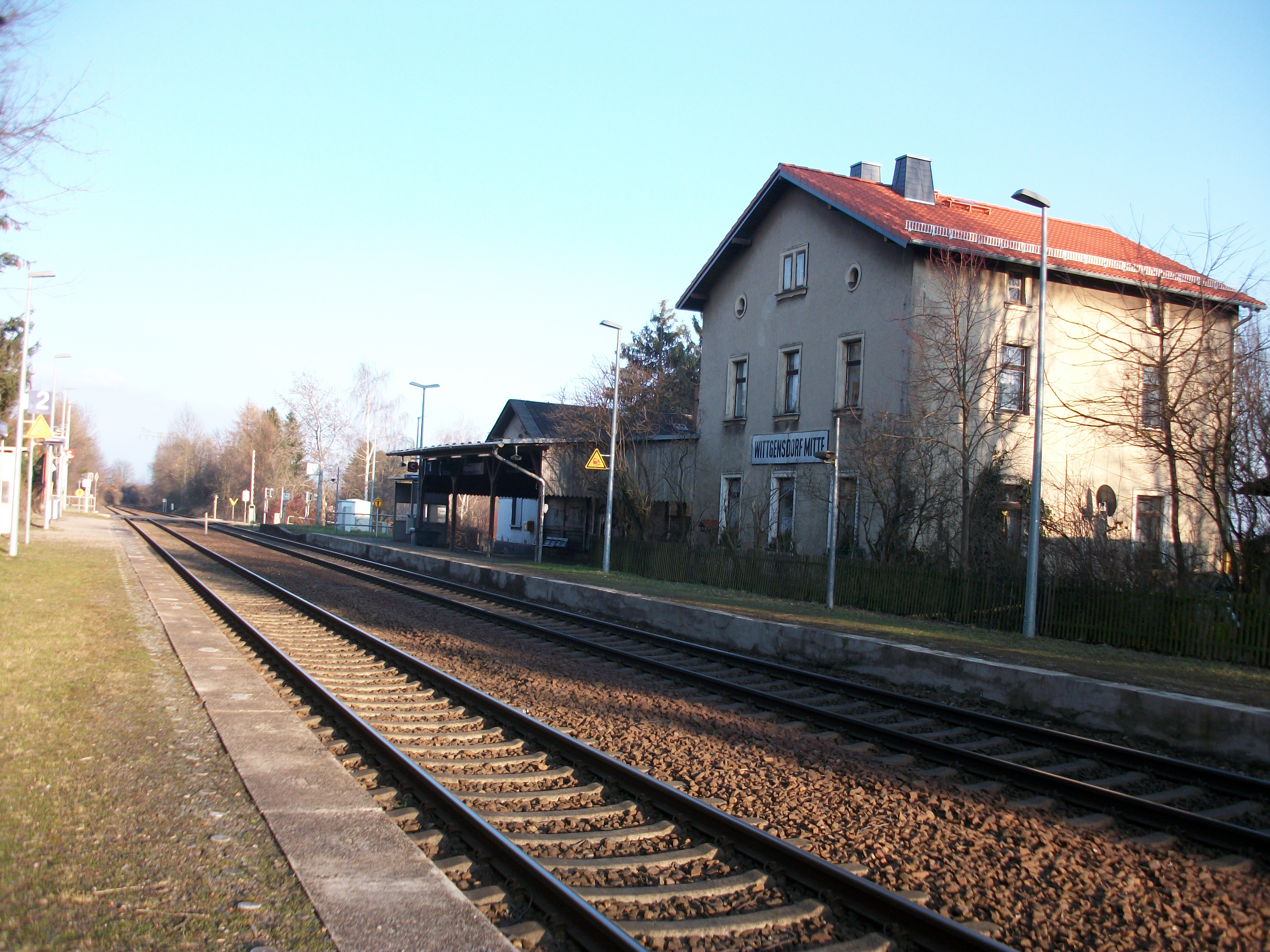
Bahnhof Wittgensdorf Mitte (2016)
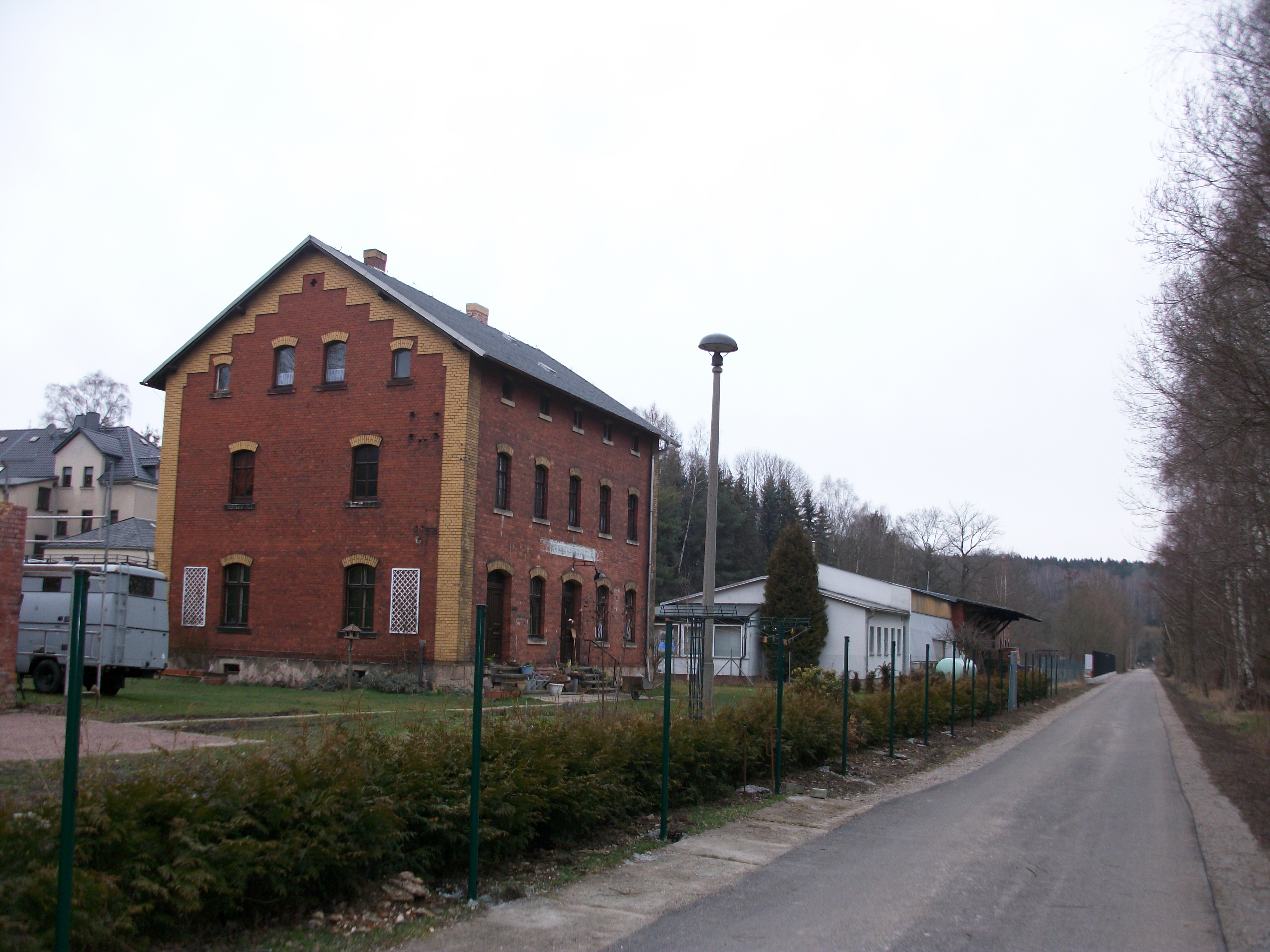
Wittgensdorf unt Bf (2016) mit Chemnitztalradweg

### Wirtschaft
Im Gewerbegebiet sind unter anderen die Sachsen Guss GmbH sowie die Spedition Kühne + Nagel AG & Co. KG vertreten.